# 上特拉蒙蒂
上特拉蒙蒂（義大利語：Tramonti di Sopra）是意大利弗留利-威尼斯朱利亚大区波代诺内省的一个市镇。总面积123平方公里，人口382人，人口密度3.1人/平方公里（2009年）。ISTAT代码为093045。